# Werder (Mecklenburgische Seenplatte járás)
Werder település Németországban, Mecklenburg-Elő-Pomeránia tartományban. Lakosainak száma 523 fő (2023. december 31.).

## Népesség
A település népességének változása:
| Lakosok száma | 561  | 563  | 539  | 515  | 523  |
|               | 2017 | 2019 | 2021 | 2022 | 2023 |